# Jean-Paul Belmondo
Jean-Paul Charles Belmondo, zwany Bébel (ur. 9 kwietnia 1933 w Neuilly-sur-Seine, zm. 6 września 2021 w Paryżu) – francuski aktor i producent filmowy. Jedna z twarzy francuskiej Nowej Fali. Najbardziej znany z ról w filmach Do utraty tchu (1960), Szpicel (1962), Szalony Piotruś (1965) i Podróż rozpieszczonego dziecka (1988).

## Życiorys

### Wczesne lata
Urodził się w Neuilly-sur-Seine, w regionie Île-de-France, w departamencie Hauts-de-Seine jako syn paryskiego rzeźbiarza pieds-noirs Paula Belmondo (1898–1982), urodzonego w Algierii, którego rodzice pochodzili z Sycylii i Piemontu i tancerki Sarah Rainaud-Richard (1901–1997). Ma starszego brata – Alaina (ur. 1931). Jako dziecko chciał być klownem. W młodości nie był dobrym uczniem w szkole, ale rozwinął wielką pasję do amatorskiego boksu i piłki nożnej.

### Kariera
W wieku 17 lat zaczął grać na scenie. W 1954 roku studiował w szkole sztuk dramatycznych Conservatoire national supérieur d’art dramatique (CNSAD) w Paryżu. Od roku 1955 rozpoczął karierę filmową, grając drobne role, w tym w filmie krótkometrażowym Molière (1956) i komedii Pieszo, konno i wozem (À pied, à cheval et en voiture, 1957). Na planie komedii Bądź piękna i milcz (Sois belle et tais-toi, 1958) w roli Pierrota poznał Alaina Delona, z którym zagrał jeszcze w następnych czterech innych obrazach – Sławne miłości (Amours célèbres, 1961), Czy Paryż płonie? (Paris brûle-t-il?, 1966), Borsalino (1970) i Dziewczyna dla dwóch (Une chance sur deux, 1998).
Jednak dopiero rola Michela Poiccarda / Laszlo Kovacsa w Jean-Luca Godarda Do utraty tchu (À bout de souffle, 1960) przyniosła mu sławę i stała się jedną z kluczowych postaci francuskiej Nowej Fali. Za tytułową rolę w dramacie wojennym Jean-Pierre’a Melville’a Ksiądz Leon Morin (Léon Morin, prêtre, 1961) był nominowany do Nagrody Brytyjskiej Akademii Filmowej jako najlepszy aktor zagraniczny. W komedii Skórka z banana (Peau de banane, 1963) u boku Jean-Pierre’a Marielle wystąpił jako Michel Pollard Thibault, były mąż Jeanne Moreau. Jako Ferdinand „Piotruś” Griffon w melodramacie Jean-Luca Godarda Szalony Piotruś (Pierrot le Fou, 1965) zdobył nominację do Nagrody Brytyjskiej Akademii Filmowej jako najlepszy aktor zagraniczny. Za rolę ekscentrycznego policjanta Antoniego Ceruttiego (komisarza dywizji Stanislasa Borowitza), który zaczyna działać na granicy prawa, by dopaść przestępców odpowiedzialnych za zabójstwo w komedii kryminalnej Georges’a Lautnera Glina czy łajdak (Flic ou voyou, 1979) był nominowany do Nagrody Jupitera.
W wieku trzydziestu lat wydał autobiografię 30 lat, 25 filmów, choć grał w nich zaledwie od sześciu lat. Filmy przyniosły mu sławę i pieniądze, lecz jego pasją pozostał teatr.
Odznaczony Orderem Narodowym Zasługi (klasa IV – 1986, klasa III – 1994, klasa II – 2017), odznaczony Legią Honorową (klasa V – 1980, klasa IV – 1991, klasa III – 2007, klasa II – 2019).
Za kreację Sama Liona w komediodramacie Claude’a Leloucha Podróż rozpieszczonego dziecka (Itinéraire d’un enfant gâté, 1988) zdobył nagrodę Cezara 1989 dla najlepszego aktora. W 2011 odebrał honorową Złotą Palmę na 64. Festiwalu Filmowym w Cannes, a w 2016 został uhonorowany Złotym Lwem za całokształt twórczości na 73. Festiwalu Filmowym w Wenecji.
Był na okładkach magazynów takich jak „Life” (w listopadzie 1966), „Film” (w marcu 1974, w sierpniu 1985), „L’Officiel Hommes” (w lutym 1979), „Ekran” (w październiku 1983), „Paris Match” (w kwietniu 1993), „Gala” (w maju 2011), „GQ” (w kwietniu 2014, w kwietniu 2018) i „Esquire” (w lutym 2015, w listopadzie 2017).

## Życie prywatne
4 grudnia 1953 poślubił Elodie Constantin, z którą miał trójkę dzieci: córki – Patricie (ur. 1953, zm. 1993) i Florence (ur. 1960) oraz syna Paula Alexandre (ur. 23 kwietnia 1963), który został kierowcą wyścigowym. Jednak 29 września 1966 doszło do rozwodu. Związany był z Ursulą Andress (1965–1972) i Laurą Antonelli (1972–1980). 29 grudnia 2002 ożenił się z Natty Tardivel, z którą miał córkę Stellę (ur. 13 sierpnia 2003). 5 września 2008 rozwiódł się. W latach 2008–2012 związany był z Barbarą Gandolfi.
22 sierpnia 2001 wyszedł z paryskiego szpitala, w którym spędził dwa tygodnie z powodu udaru mózgu.

### Śmierć
Zmarł 6 września 2021 w swoim domu w Paryżu w wieku 88 lat, po okresie złego stanu zdrowia; został pochowany 10 września na cmentarzu Père-Lachaise w Paryżu.

## Filmografia

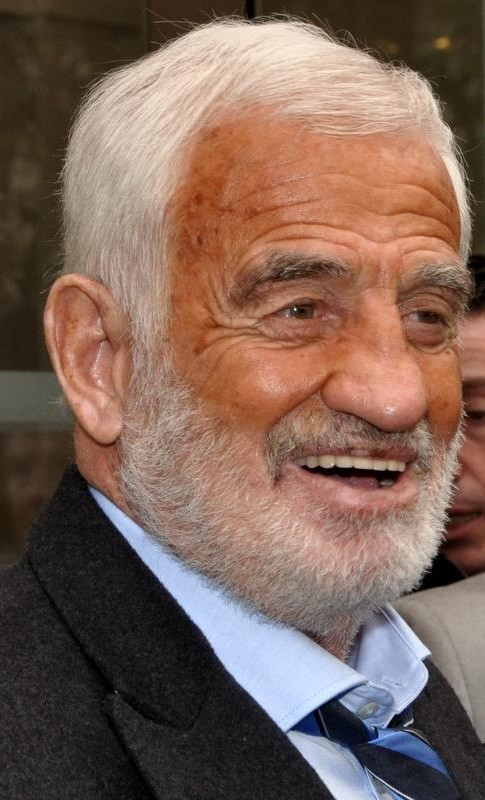
Jean-Paul Belmondo (2013)

- 2009: Un homme et son chien jako Charles
- 2000: Moja krew (L’Aîné des Ferchaux) jako Paul Ferchaux
- 2000: Amazonka (Amazone) jako Edouard
- 2000: Aktorzy (Les Acteurs) jako on sam
- 1999: Być może (Peut-être) jako Ako
- 1998: Dziewczyna dla dwóch (Une chance sur deux) jako Léo Brassac
- 1996: Désiré jako Désiré
- 1995: Sto i jedna noc (Les Cent et une nuits) jako profesor Bébel
- 1995: Nędznicy (Les Misérables) jako Henri Fortin/Jean Valjean/Roger Fortin
- 1992: Obrońca (L’Inconnu dans la maison) jako Loursat
- 1988: Podróż rozpieszczonego dziecka (Itinéraire d’un enfant gâté) jako Sam Lion
- 1987: W imię przyjaźni (Le Solitaire) jako Stan Jalard
- 1985: Skok (Hold-Up) jako Grimm
- 1984: Złoto dla pazernych (Les Morfalous) jako Pierre Augagneur
- 1984: Wesołych Świąt (Joyeuses Pâques) jako Stephane Margelle
- 1983: Raptus (Le Marginal) jako komisarz Phil Jordan
- 1982: As nad asy (L’As des as) jako Jo Cavalier
- 1981: Zawodowiec (Le Professionnel) jako Josselin Beaumont (Joss)
- 1979: Glina czy łajdak (Flic ou voyou) jako Antonio Cerutti/Stanislas Borovitz
- 1979: Błazen (Le Guignolo) jako Alexandre Dupré
- 1977: Dubler (L’Animal) jako Mike Gaucher i Bruno Ferrari
- 1976: L’Alpagueur jako Roger Pilard
- 1976: Ciało mojego wroga (Le Corps de mon ennemi) jako François Leclercq
- 1975: Niepoprawny (L’Incorrigible) jako Victor Vauthier
- 1975: Strach nad miastem (Peur sur la ville) jako komisarz Jean Letellier
- 1974: Stavisky... jako Serge Alexandre Stavisky
- 1973: L’Héritier jako Barthelemy Cordell
- 1973: Le Magnifique jako Bob Saint-Clair/François Merlin
- 1972: La Scoumoune jako Roberto Borgo
- 1972: Doktor Popaul (Docteur Popaul) jako dr Paul Simay
- 1971: Cenny łup (Le Casse) jako Azad
- 1971: Małżonkowie roku drugiego (Les Mariés de l’an II) jako Nicolas Philibert
- 1970: Borsalino jako Francois Capella
- 1969: Mężczyzna, który mi się podoba (Un homme qui me plaît) jako Henri
- 1969: Syrena z Missisipi (La Sirène du Mississippi) jako Louis Mahé
- 1969: Mózg (Le Cerveau) jako Arthur Lespinasse
- 1968: Człowiek w pięknym krawacie (Ho!) jako François Holin (Ho)
- 1967: Casino Royale jako francuski legionista
- 1967: Życie złodzieja (Le Voleur) jako Georges Randal
- 1966: Kochany łobuz (Tendre voyou) jako Tony Marechal
- 1966: Czy Paryż płonie? (Paris brûle-t-il?) jako Pierreflot/Y. Morandat
- 1965: Par un beau matin d’été jako Francis
- 1965: Człowiek z Hongkongu (Les Tribulations d’un chinois en Chine) jako Arthur Lempereur
- 1965: Szalony Piotruś (Pierrot le fou) jako Ferdinand Griffon zwany Piotrusiem
- 1964: 100 tysięcy dolarów w słońcu (Cent mille dollars au soleil) jako Rocco
- 1964: Weekend w Zuydcoote (Week-end a Zuydcoote) jako Julien Maillat
- 1964: Échappement libre jako David Ladislas
- 1964: Człowiek z Rio (L’Homme de Rio) jako Adrien Dufourquet
- 1964: Polowanie na mężczyznę (La Chasse à l’homme) jako Fernand
- 1963: Le Doulos jako Silien
- 1963: Dragées au poivre jako Raymond
- 1963: Młodszy Ferchau (L’Aîné des Ferchaux) jako Michel Maudet
- 1963: Peau de banane jako Michel
- 1963: Wzburzone morze (Mare matto) jako Il Livornese
- 1962: Małpa w zimie (Un singe en hiver) jako Gabriel Fouquet
- 1962: Il Giorno più corto
- 1962: Cartouche-zbójca (Cartouche) jako Louis-Dominique Bourguignon alias Cartouche
- 1961: Un nommé La Rocca jako Roberto La Rocca
- 1961: Ksiądz Leon Morin (Léon Morin, prêtre) jako Leon Morin
- 1961: Kobieta jest kobietą (Une Femme est une femme) jako Alfred Lubitsch
- 1961: Syn marnotrawny (La Viaccia) jako Amerigo
- 1961: Sławne miłości (Amours célèbres) jako Lauzun
- 1960: La Française et l’amour jako Gilles
- 1960: Les Distractions jako Paul
- 1960: Charlotte et son jules jako Jean
- 1960: Ryzykanci (Classe tous risques) jako Eric Stark
- 1960: List nowicjuszki (Lettere di una novizia) jako Giuliano Verdi
- 1960: Matka i córka (La Ciociara) jako Michele
- 1960: Do utraty tchu (À bout de souffle) jako Michel Poiccard alias Laszlo Kovacs
- 1960: Moderato Cantabile jako Chauvin
- 1959: Ein Engel auf Erden jako Michel Barrot
- 1959: Les Trois mousquetaires jako D’Artagnan
- 1959: Na dwa spusty (À double tour) jako Laszlo Kovacs
- 1958: Bądź piękna i milcz (Sois belle et tais-toi) jako Pierrot
- 1958: Un drôle de dimanche jako Patrick
- 1958: Les Copains du dimanche jako Trebois
- 1958: Oszuści (Les Tricheurs) jako Lou
- 1957: À pied, à cheval et en voiture jako Venin
- 1956: Molière jako Le Merluche

## Nagrody
| Rok  | Nagroda           | Kategoria                                      | Film                                  |
| ---- | ----------------- | ---------------------------------------------- | ------------------------------------- |
| 1989 | Cezar             | Najlepszy aktor                                | Podróż rozpieszczonego dziecka (1988) |
| 2011 | 64. MFF w Cannes  | Honorowa Złota Palma za całokształt twórczości | –                                     |
| 2016 | 73. MFF w Wenecji | Honorowy Złoty Lew za całokształt twórczości   | –                                     |